# Oxytropis malloryana
Oxytropis malloryana är en ärtväxtart som beskrevs av Stephen Troyte Dunn. Oxytropis malloryana ingår i släktet klovedlar, och familjen ärtväxter. Inga underarter finns listade i Catalogue of Life.